# Boy Mould
Peter William Olber „Boy” Mould (ur. 14 grudnia 1916?, zm. 1 października 1941 w Malcie) – brytyjski lotnik, as myśliwski okresu II wojny światowej. Odniósł 8 zwycięstw powietrznych.

## Życiorys
Był pierwszym synem i trzecim dzieckiem Charlesa i Ethel Mould. Dorastał w hrabstwie Rutland, najpierw w majątku ziemskim Great Easton, później  w miejscowości Stoke Dry.
Mould zaciągnął się na okręt szkolny HMS Conway lecz przeniósł się do RAF i wstąpił do szkoły lotniczej w Halton. W 1937 Mould był z jednym z czterech uczniów spośród 180, których wybrano na kurs oficerski do szkoły RAF w Cranwell. Po ukończeniu szkoły w 1939 otrzymał przydział do No. 1 Squadron RAF w Tangmere.
Po wybuchu wojny jego dywizjon został przeniesiony do Francji w ramach  Wysuniętych Powietrznych Sił Uderzeniowych (Advanced Air Striking Force). 30 października Mould odniósł pierwsze brytyjskie zwycięstwo II wojny światowej, strącając rozpoznawczego Dorniera Do 17 na zachód od Toul. Pod niebem Francji zestrzelił jeszcze 6 niemieckich samolotów za co, 16 lipca 1940 został odznaczony Zaszczytnym Krzyżem Lotniczym. 18 czerwca jego dywizjon został wycofany do Wielkiej Brytanii, gdzie brał udział w bitwie o Anglię natomiast Mould otrzymał przydział jako instruktor do 5 Operational Training Unit.
W styczniu 1940 poślubił w Leicestershire Phyllis Hawkings.
3 kwietnia 1941 w randze kapitana objął dowództwo eskadry 261 dywizjonu stacjonującego na Malcie. 12 maja, w stopniu majora został mianowany dowódcą nowo sformowanego 185 dywizjonu. 11 lipca zestrzelił włoski myśliwiec Macchi MC.200. 1 października wystartował na czele ośmiu Hurricanów aby przechwycić włoską formację samolotów około 50 kilometrów na północny wschód od wyspy. Podczas pościgu za wrogimi samolotami Brytyjczycy wpadli w zasadzkę 12 włoskich myśliwców Macchi MC.202 oraz Fiat CR.42. Zaskoczeni piloci RAF zrejterowali, po powrocie na Maltę zauważyli brak dowódcy. Najprawdopodobniej zginął podczas starcia z wrogiem.

## Zestrzelenia
| Data                 | zestrzeleń | typ                                 | lokalizacja                |
| -------------------- | ---------- | ----------------------------------- | -------------------------- |
| 30 października 1939 | 1          | Dornier Do 17                       | na zachód od Toul          |
| 1 kwietnia 1940      | 1          | Messerschmitt Bf 110                | niedaleko Longuyon         |
| 20 kwietnia 1940     | 1          | Heinkel He 112 (niepotwierdzony)    | na zachód od Saarlautern   |
| 10 maja 1940         | 1          | Heinkel He 111                      | Vassincourt – Berry-au-Bac |
| 11 maja 1940         | 1/3        | Messerschmitt Bf 110                | na zachód od Chémery       |
| 13 maja 1940         | 1          | Heinkel He 111 Messerschmitt Bf 110 | na wschód od Vouziers      |
| 14 maja 1940         | 1          | Messerschmitt Bf 110                |                            |
| 15 maja 1940         | 1          | Messerschmitt Bf 110                |                            |
| 11 lipca 1941        | 1          | Macchi MC.200                       | Malta                      |